# Osteocit
Osteocit je iz osteoblasta nastala celica, obdana s kostno medceličnino. Njena življenjska doba lahko znaša tudi celotno človekovo življenje.Čeprav osteociti predstavljajo najštevilčnejšo vrsto celice kostnine, doslej njihova vloga v presnovi kosti ni povsem pojasnjena.

## Izvor
Osteociti nastanejo iz osteoblastov, ko se slednji vgradijo v kostni matriks. Ko se osteoblast diferencira v zrel osteocit, izgubi pri tem velik delež celičnih organčkov.

## Vloga
Poglavitne fukcije osteocitov so:
- Aktivno so udeleženi pri presnovi kosti.
- Sodelujejo pri izmenjavi ionov.
- Imajo vlogo mehanosenzoričnih celic.(Tako omogočajo, da se kost remodelira glede na mehasnko obremenitev oziroma na določenih območjih učvrsti, drugod oslabi.)